# Lord Arthur Savile's Crime and Other Stories

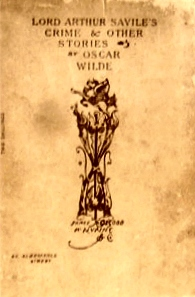
Capa da primeira edição

Lord Arthur Savile's Crime and Other Stories é uma coletânea de contos semi-cômicos de mistério escrita por Oscar Wilde e publicada em 1891. No livro, estão presentes os contos:
- ″Lord Arthur Savile's Crime″
- ″The Canterville Ghost″
- ″The Sphinx Without a Secret″
- ″The Model Millionaire″

Em edições posteriores, outro conto, ″The Portrait of Mr. W. H.″, foi adicionado à coletânea.